# Wiadomości Grodzieńskie (1792)
Wiadomości Grodzieńskie (с пол. — «Гродненские ведомости») — польская газета, одно из первых периодических изданий на территории современной Беларуси. Газету начали издавать в ноябре 1792 года в Гродно на польском языке.

## История
Газета являлась органом Тарговицкой конфедерации. Выходила два раза в неделю (среда, воскресенье), к каждому номеру было приложение. Печаталась в Гродненской типографии.
В публикациях содержалась преимущественно местная информация, связанная с современной Гродненской областью и относившаяся к деятельности Тарговицкой конфедерации. Также печатались универсалии и приказы, рекомендации, утвержденные на собраниях Генеральной конфедерации Великого княжества Литовского.
Сохранилось несколько номеров газеты и приложений к ней, они хранятся в фондах библиотеки Института литературоведения Польской академии наук в Варшаве.

## Прекращение публикаций
Газету перестали издавать в декабре 1792 года. Упразднение состоялось по требованию польских магнатов, входивших в состав Тарговицкой конфедерации.